# Andrėj Stas'
Andrėj Leanidavič Stas' (in bielorusso Андрэй Леанідавіч Стась?; Minsk, 18 ottobre 1988) è un hockeista su ghiaccio bielorusso.

## Carriera
Ha iniziato la sua carriera con le giovanili dell'HK Iounost Minsk nel 2004. Nella stagione 2008/09 ha giocato con il Keramin Minsk, prima di approdare in KHL con la Dinamo Minsk, club in cui ha militato fino al 2014.
Dopo un'annata all'HK CSKA Mosca (2014/15), è passato al Neftekhimik Nijnekamsk, in cui milita tuttora.